# Rubiol pudent

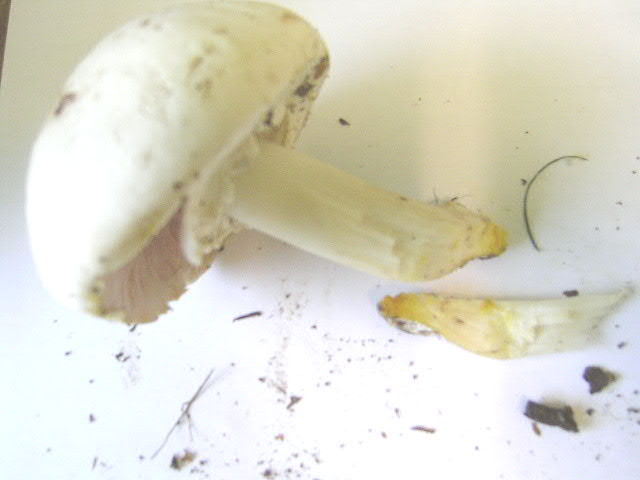
Rubiol pudent (Agaricus xanthodermus).

El rubiol pudent (Agaricus xanthodermus, del grec modern xantós -groc- i dérma -pell- pel seu color groc) o bola de neu pudent és el rubiol més corrent d'entre els del grup dels rubiols pudents. Es pot considerar l'espècie tòxica més coneguda dins de l'ordre dels agaricals.

## Morfologia
Capell: pot arribar als 10 cm de. De primer, és campanulat i finalment aplanat, de color blanc bru amb el centre més fosc.
Làmines: són de color blanc, després rosades i finalment marrons i violàcies.
Peu: és cilíndric, blanc, amb un anell poc consistent de base bulbosa, i es taca amb el tacte.

## Hàbitat
A l'estiu i a la tardor creix en grups als prats i als marges dels camins.
Es troba àmpliament distribuït per Nord-amèrica, Europa i el nord d'Àfrica i, darrerament, ha estat introduït a Austràlia.

## Comestibilitat
És un bolet tòxic i la seua intoxicació és benigna, ja que es limita a lleugers trastorns estomacals.

## Risc de confusió amb altres espècies
Es reconeix fàcilment per la seua desagradable olor (que recorda la tinta o el iode) al revés de les espècies mengívoles d'aquest mateix ordre, que sovint fan olor d'anís. A més, quan es trenca o es talla, es taca immediatament de groc, sobretot a la base del peu.